# Campionato Primavera 2021-2022 (calcio femminile)
L'edizione 2021-2022 è stata la ventitreesima nella storia del Campionato Primavera Femminile, la quarta ad essere organizzata direttamente dalla FIGC. Vi hanno preso parte le 26 squadre che hanno acquisito il titolo sportivo a partecipare ai campionati di Serie A 2021-2022 e Serie B 2021-2022, ad eccezione del Cortefranca che ha presentato istanza di rinuncia. La Roma, squadra campione in carica, si è confermata battendo in finale per il terzo anno consecutivo la Juventus.

## Formula
Il Campionato Primavera si articola in tre fasi:
- Gironi eliminatori (gare di andata e ritorno)
- Quarti di finale (gare di andata e ritorno)
- Fase finale a 4 (semifinali e finali in gara unica).

Le 25 squadre iscritte ed appartenenti ai campionati di Serie A e Serie B sono suddivise, con criteri di vicinanza geografica, in due gironi, uno da 12 squadre e uno da 13, e si incontrano tra loro in gare di andata e ritorno. Al termine della prima fase del campionato, si qualificano ai quarti di finale le prime quattro squadre classificate di ciascun girone.

Le otto squadre qualificate ai Quarti di Finale si incontreranno tra loro, in gare di andata e ritorno, secondo gli accoppiamenti di seguito indicati:

Quarto di finale (Q1) 4a girone B - 1a girone A

Quarto di finale (Q2) 4a girone A - 1a girone B

Quarto di finale (Q3) 3a girone B - 2a girone A

Quarto di finale (Q4) 3a girone A - 2a girone B

Al termine dei quarti di finale, si disputerà la fase finale a 4, con le semifinale e la finale per il primo e secondo posto che si disputeranno in gara unica su campo neutro.

### Limiti di età
Nei gironi eliminatori, è consentito l’impiego di due atlete fuori quota, di cui una nata dal 1º gennaio 2002 e l’altra senza limiti di età. A partire dai Quarti di Finale, non sarà consentito inserire in distinta gara la calciatrice fuori quota senza limiti di età, mentre potranno partecipare alle gare due calciatrici fuori quota nate dal 1º gennaio 2002 a condizione che abbiano preso parte (i.e. entrate in campo) ad almeno 7 gare nel corso dei gironi eliminatori del Campionato Primavera. Tale condizione non si applica alle calciatrici nate dal 1º gennaio 2002 che non abbiano preso parte (i.e. entrate in campo) ad almeno 15 gare sia nel campionato Primavera sia con la Prima Squadra nel medesimo periodo (es. grave infortunio). Al medesimo campionato è consentita la partecipazione di una sola calciatrice che abbia compiuto il 14º anno di età, purché autorizzata dalla Divisione Calcio Femminile e nel rispetto di quanto prescritto dall’art. 34 delle N.O.I.F. L’inosservanza delle predette disposizioni sarà punita con la sanzione della perdita della gara prevista dall’art. 10, comma 6 del Codice di Giustizia Sportiva. In deroga a quanto previsto dall'art. 34, comma 1, delle N.O.I.F., le società partecipanti con più squadre a campionati diversi possono schierare in campo, nelle gare di campionato di categoria inferiore, le calciatrici indipendentemente dal numero delle gare eventualmente disputate dalle stesse nella squadra che partecipa al campionato di categoria superiore.

## Fase a gironi

### Girone A

#### Squadre partecipanti
| Club            | Città                      |
| --------------- | -------------------------- |
| Brescia         | Brescia                    |
| ChievoVerona FM | San Zeno di Mozzecane (VR) |
| Cittadella      | Cittadella (PD)            |
| Como            | Como                       |
| Inter           | Milano                     |
| Juventus        | Torino                     |
| Milan           | Milano                     |
| Sampdoria       | Genova                     |
| Pro Sesto       | Sesto San Giovanni (MI)    |
| Tavagnacco      | Tavagnacco (UD)            |
| Torres          | Sassari                    |
| Verona          | Verona                     |

#### Classifica finale
|  | Pos. | Squadra         | Pt | G  | V  | N | P  | GF  | GS  | DR  |
|  | ---- | --------------- | -- | -- | -- | - | -- | --- | --- | --- |
|  | 1.   | Juventus        | 58 | 22 | 19 | 1 | 2  | 113 | 17  | +96 |
|  | 2.   | Milan           | 55 | 22 | 17 | 4 | 1  | 83  | 20  | +63 |
|  | 3.   | Inter           | 52 | 22 | 16 | 4 | 2  | 92  | 14  | +78 |
|  | 4.   | Verona          | 44 | 22 | 14 | 2 | 6  | 81  | 46  | +35 |
|  | 5.   | Cittadella      | 36 | 22 | 11 | 3 | 8  | 55  | 34  | +21 |
|  | 6.   | Sampdoria       | 27 | 22 | 7  | 6 | 9  | 30  | 45  | -15 |
|  | 7.   | ChievoVerona FM | 24 | 22 | 7  | 3 | 12 | 37  | 83  | -46 |
|  | 8.   | Brescia         | 22 | 22 | 6  | 4 | 12 | 30  | 55  | -25 |
|  | 9.   | Pro Sesto       | 21 | 22 | 6  | 3 | 13 | 40  | 62  | -22 |
|  | 10.  | Como            | 20 | 22 | 6  | 2 | 14 | 26  | 57  | -31 |
|  | 11.  | Tavagnacco      | 12 | 22 | 3  | 3 | 16 | 23  | 86  | -63 |
|  | 12.  | Torres          | 7  | 22 | 2  | 1 | 19 | 15  | 106 | -91 |

Legenda:

      Ammessa alla fase finale.
Note:

Tre punti a vittoria, uno a pareggio, zero a sconfitta.

#### Risultati
|                 | Bre  | Chi  | Cit  | Com  | Int  | Juv  | Mil  | Sam  | PSe  | Tav  | Tor  | Ver  |
| --------------- | ---- | ---- | ---- | ---- | ---- | ---- | ---- | ---- | ---- | ---- | ---- | ---- |
| Brescia         | –––– | 3-0  | 0-2  | 3-0  | 1-0  | 1-5  | 0-10 | 3-1  | 1-1  | 1-1  | 3-3  | 0-4  |
| ChievoVerona FM | 1-1  | –––– | 2-0  | 3-1  | 0-5  | 0-7  | 0-5  | 1-1  | 1-4  | 4-0  | 2-0  | 3-5  |
| Cittadella      | 3-2  | 12-1 | –––– | 0-2  | 1-3  | 1-4  | 1-2  | 1-1  | 2-1  | 4-1  | 5-0  | 3-2  |
| Como            | 3-0  | 1-3  | 0-6  | –––– | 2-3  | 1-6  | 0-7  | 0-0  | 2-1  | 1-0  | 4-0  | 1-3  |
| Inter           | 7-0  | 4-0  | 0-0  | 5-1  | –––– | 2-2  | 1-1  | 5-2  | 4-0  | 10-0 | 10-0 | 5-0  |
| Juventus        | 3-0  | 8-1  | 3-1  | 6-1  | 1-0  | –––– | 8-1  | 6-0  | 5-1  | 5-1  | 11-0 | 7-1  |
| Milan           | 2-1  | 4-0  | 3-0  | 2-0  | 1-1  | 1-0  | –––– | 4-0  | 5-1  | 8-0  | 8-0  | 1-1  |
| Sampdoria       | 0-2  | 1-5  | 1-1  | 3-0  | 0-6  | 2-1  | 0-2  | –––– | 0-0  | 3-0  | 3-1  | 1-3  |
| Pro Sesto       | 5-2  | 5-1  | 0-1  | 2-2  | 0-1  | 0-9  | 1-8  | 2-5  | –––– | 4-2  | 7-0  | 2-4  |
| Tavagnacco      | 0-4  | 2-2  | 1-2  | 2-1  | 0-4  | 1-8  | 3-3  | 1-4  | 0-2  | –––– | 3-0  | 1-4  |
| Torres          | 1-0  | 1-6  | 1-8  | 0-3  | 0-8  | 1-4  | 0-2  | 1-2  | 3-0  | 2-3  | –––– | 0-5  |
| Verona          | 3-2  | 13-1 | 4-1  | 2-0  | 2-8  | 0-4  | 2-3  | 0-0  | 4-1  | 10-1 | 9-1  | –––– |

### Girone B

#### Squadre partecipanti
| Club            | Città                            |
| --------------- | -------------------------------- |
| Cesena          | Savignano sul Rubicone (FC)      |
| Empoli          | Empoli (FI)                      |
| Fiorentina      | Firenze                          |
| Lazio           | Roma                             |
| Napoli          | Napoli                           |
| Palermo         | Palermo                          |
| Pink Sport Time | Bari                             |
| Pomigliano      | Pomigliano d'Arco (NA)           |
| Ravenna         | Ravenna                          |
| Roma            | Roma                             |
| Roma CF         | Roma                             |
| San Marino      | Città di San Marino (San Marino) |
| Sassuolo        | Sassuolo (MO)                    |

#### Classifica finale
|  | Pos. | Squadra         | Pt | G  | V  | N | P  | GF  | GS  | DR   |
|  | ---- | --------------- | -- | -- | -- | - | -- | --- | --- | ---- |
|  | 1.   | Roma            | 67 | 24 | 22 | 1 | 1  | 159 | 9   | +150 |
|  | 2.   | Fiorentina      | 60 | 24 | 19 | 3 | 2  | 83  | 26  | +57  |
|  | 3.   | Sassuolo        | 58 | 24 | 19 | 1 | 4  | 75  | 21  | +54  |
|  | 4.   | San Marino      | 51 | 24 | 17 | 0 | 7  | 73  | 34  | +39  |
|  | 5.   | Pomigliano      | 37 | 24 | 12 | 1 | 11 | 50  | 47  | +3   |
|  | 6.   | Lazio           | 37 | 24 | 12 | 1 | 11 | 63  | 43  | +20  |
|  | 7.   | Napoli          | 34 | 24 | 11 | 1 | 12 | 40  | 44  | -4   |
|  | 8.   | Pink Sport Time | 32 | 24 | 9  | 5 | 10 | 36  | 44  | -8   |
|  | 9.   | Empoli          | 29 | 24 | 8  | 5 | 11 | 56  | 63  | -7   |
|  | 10.  | Cesena          | 20 | 24 | 6  | 2 | 16 | 33  | 74  | -41  |
|  | 11.  | Palermo         | 13 | 24 | 4  | 1 | 19 | 25  | 84  | -59  |
|  | 12.  | Roma CF         | 12 | 24 | 3  | 3 | 18 | 20  | 89  | -69  |
|  | 13.  | Ravenna         | 6  | 24 | 2  | 0 | 22 | 7   | 142 | -135 |

Legenda:

      Ammessa alla fase finale.
Note:

Tre punti a vittoria, uno a pareggio, zero a sconfitta.

#### Risultati
|                 | Ces  | Emp  | Fio  | Laz  | Nap  | Pal  | PST  | Pom  | Rav  | Rom  | RCF  | San  | Sas  |
| --------------- | ---- | ---- | ---- | ---- | ---- | ---- | ---- | ---- | ---- | ---- | ---- | ---- | ---- |
| Cesena          | –––– | 0-2  | 1-6  | 0-2  | 1-5  | 4-0  | 3-0  | 1-4  | 9-0  | 0-7  | 2-1  | 2-4  | 0-2  |
| Empoli          | 3-3  | –––– | 1-4  | 1-4  | 3-2  | 7-1  | 5-0  | 3-4  | 9-0  | 0-8  | 4-0  | 0-2  | 2-3  |
| Fiorentina      | 3-0  | 6-2  | –––– | 1-0  | 5-1  | 3-0  | 2-0  | 5-2  | 9-0  | 3-1  | 10-0 | 2-0  | 2-2  |
| Lazio           | 8-0  | 3-1  | 2-4  | –––– | 3-0  | 5-1  | 1-1  | 1-0  | 11-0 | 0-6  | 2-0  | 1-2  | 1-2  |
| Napoli          | 3-1  | 0-1  | 0-0  | 2-5  | –––– | 1-0  | 0-1  | 2-0  | 6-0  | 0-2  | 5-2  | 2-1  | 0-3  |
| Palermo         | 1-2  | 3-3  | 0-3  | 2-0  | 1-4  | –––– | 0-2  | 4-1  | 7-1  | 0-7  | 2-1  | 1-3  | 0-2  |
| Pink Sport Time | 4-1  | 1-1  | 1-1  | 2-0  | 2-1  | 5-1  | –––– | 2-0  | 4-0  | 2-2  | 0-3  | 0-2  | 1-3  |
| Pomigliano      | 2-0  | 1-1  | 1-3  | 5-1  | 2-0  | 3-0  | 5-0  | –––– | 6-0  | 0-4  | 5-2  | 3-2  | 0-3  |
| Ravenna         | 0-1  | 1-3  | 0-5  | 0-3  | 0-2  | 2-1  | 1-5  | 0-2  | –––– | 0-14 | 2-0  | 0-5  | 0-4  |
| Roma            | 6-0  | 9-0  | 8-1  | 3-2  | 8-0  | 8-0  | 6-1  | 7-0  | 19-0 | –––– | 10-0 | 9-0  | 2-0  |
| Roma CF         | 2-2  | 2-2  | 0-3  | 0-5  | 1-2  | 1-0  | 1-1  | 1-3  | 2-0  | 0-4  | –––– | 1-5  | 0-5  |
| San Marino      | 5-0  | 5-2  | 3-0  | 6-1  | 2-0  | 6-0  | 3-1  | 2-1  | 6-0  | 0-3  | 8-0  | –––– | 0-2  |
| Sassuolo        | 4-0  | 1-0  | 1-2  | 4-2  | 0-2  | 10-0 | 2-0  | 3-0  | 9-0  | 0-6  | 7-0  | 3-1  | –––– |

## Fase finale

### Quarti di finale
| Squadra 1                      | Totale | Squadra 2  | Andata | Ritorno |
| ------------------------------ | ------ | ---------- | ------ | ------- |
| 29 maggio 2022 / 5 giugno 2022 |        |            |        |         |
| San Marino                     | 0 - 1  | Juventus   | 0 - 1  | 0 - 0   |
| Verona                         | 1 - 6  | Roma       | 1 - 2  | 0 - 4   |
| Sassuolo                       | 1 - 3  | Milan      | 0 - 1  | 1 - 2   |
| Inter                          | 3 - 3  | Fiorentina | 2 - 1  | 1 - 2   |

### Semifinali[4]
| 10 giugno 2022 |       |            |
| Juventus       | 4 - 1 | Fiorentina |
| Roma           | 4 - 1 | Milan      |

### Finale[4]
| Arbitro: | Bianchi (Prato) |

|  |           |                          |
|  | Marcatori | 47’ Bergesen 80’ Pacioni |